# テクスト (批評)
文学批評におけるテクストは、文字列として印刷などされた形態の作品を指す。一つのテクストはしばしば互いに対立する多数の解釈をもちうる。
ロラン・バルトは『作品からテクストへ』(1971)で作者に関連づけられた「作品」という用語に対して中立な用語として「テクスト」を位置付けた。以後、ポスト構造主義でこの概念が広く使われた。
ジャック・デリダの著作「グラマトロジーについて」De la grammatologie (1967) の有名な語句「テクストの外というものは存在しない」(il n'ya pas de hors texte)は言語論的転回の考え方を示したものとされる。
「テクスト (英語 text)」はラテン語で「織る」を意味する単語に由来する。